# Odile Chalvin
Odile Chalvin (ur. 2 października 1953 w Le Bourg-d’Oisans) – francuska narciarka alpejska. W zawodach Pucharu Świata zadebiutowała w sezonie 1970/1971. Pierwsze punkty wywalczyła 29 stycznia 1971 roku w Saint-Gervais, gdzie zajęła dziewiąte miejsce w slalomie. Na podium zawodów tego cyklu jedyny raz stanęła 9 grudnia 1972 roku w Val d’Isère, kończąc rywalizację w slalomie na drugiej pozycji. W zawodach tych rozdzieliła Pamelę Behr z RFN i swą rodaczkę, Patricię Emonet. W kolejnych startach blisko podium była jeszcze 4 stycznia 1975 roku w Garmisch-Partenkirchen była czwarta w swej koronnej konkurencji. Walkę o trzecie miejsce przegrała tam z Norweżką Torill Fjeldstad. W sezonach 1972/1973 i sezon 1974/1975 zajmowała 27. miejsce w klasyfikacji generalnej.
Nie startowała na igrzyskach olimpijskich ani mistrzostwach świata.

## Osiągnięcia

### Puchar Świata

#### Miejsca w klasyfikacji generalnej
- sezon 1970/1971: 35.
- sezon 1971/1972: 34.
- sezon 1972/1973: 27.
- sezon 1973/1974: 34.
- sezon 1974/1975: 27.

#### Miejsca na podium
1. Val d’Isère – 9 grudnia 1972 (slalom) – 2. miejsce